# Robursport Volley Pesaro
Robursport Volley Pesaro – żeński klub siatkarski z Włoch powstały w 1967 roku z siedzibą w Pesaro, pod nazwą Robursport Volley Pesaro. 

## Historia
Drużynie udało się awansować do Serie A1 w sezonie 2002/2003.
W sezonie 2005/2006 Pesaro zdobyło Puchar CEV. Klub swoją przygodę z Ligą Mistrzyń rozpoczął w sezonie 2006/2007, wtedy także zdobył Superpuchar Włoch. W sezonie 2008/2009 drużyna wystąpi w Lidze Mistrzyń siatkarek. W sezonach 2008/2009 i 2009/2010 barw zespołu broniła Polka Katarzyna Skowrońska-Dolata, a w sezonie 2011/2012 grała w nim Berenika Okuniewska. Po sezonie 2012/13 władze klubu dokonały fuzji z drużyną Snoopy Volley Pesaro. Obecnie klub występuje w rozgrywkach Serie A2 pod nazwą Volley Pesaro.

## Sukcesy
Puchar CEV:
- 2006, 2008

Superpuchar Włoch:
- 2006, 2008, 2009, 2010

Mistrzostwo Włoch:
- 2008, 2009, 2010

Puchar Włoch:
- 2009

## Kadra

### Sezon 2017/2018
| Nr | Imię i nazwisko   | Data ur. | Wzrost | Pozycja      |
| -- | ----------------- | -------- | ------ | ------------ |
| 1  | Tatjana Bokan     | 1988     | 186    | przyjmująca  |
| 2  | Carlotta Cambi    | 1996     | 176    | rozgrywająca |
| 3  | Rossella Olivotto | 1991     | 184    | środkowa     |
| 5  | Yamila Nizetich   | 1989     | 183    | przyjmująca  |
| 6  | Veronica Angeloni | 1986     | 186    | przyjmująca  |
| 7  | Alessia Ghilardi  | 1979     | 163    | libero       |
| 8  | Silvia Bussoli    | 1993     | 183    | przyjmująca  |
| 9  | Freya Aelbrecht   | 1990     | 189    | środkowa     |
| 10 | Lise Van Hecke    | 1992     | 187    | atakująca    |
| 11 | Gloria Baldi      | 1993     | 185    | atakująca    |
| 12 | Giulia Carraro    | 1994     | 175    | rozgrywająca |
| 16 | Alessia Arciprete | 1997     | 180    | przyjmująca  |
| 18 | Chiara Lapi       | 1991     | 182    | środkowa     |

### Sezon 2012/2013

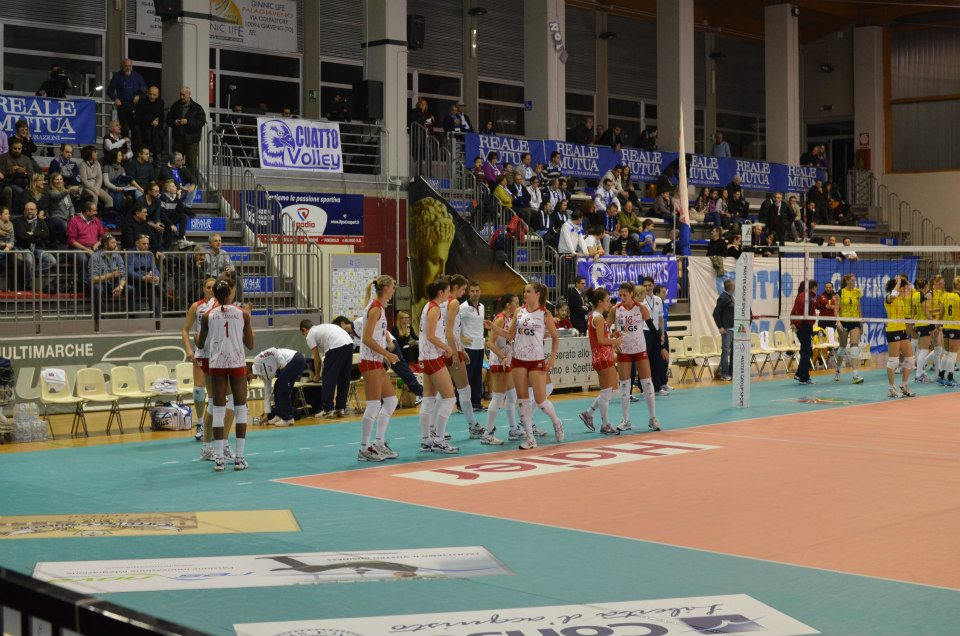
Zawodniczki Scavolini Pesaro w sezonie 2012/2013

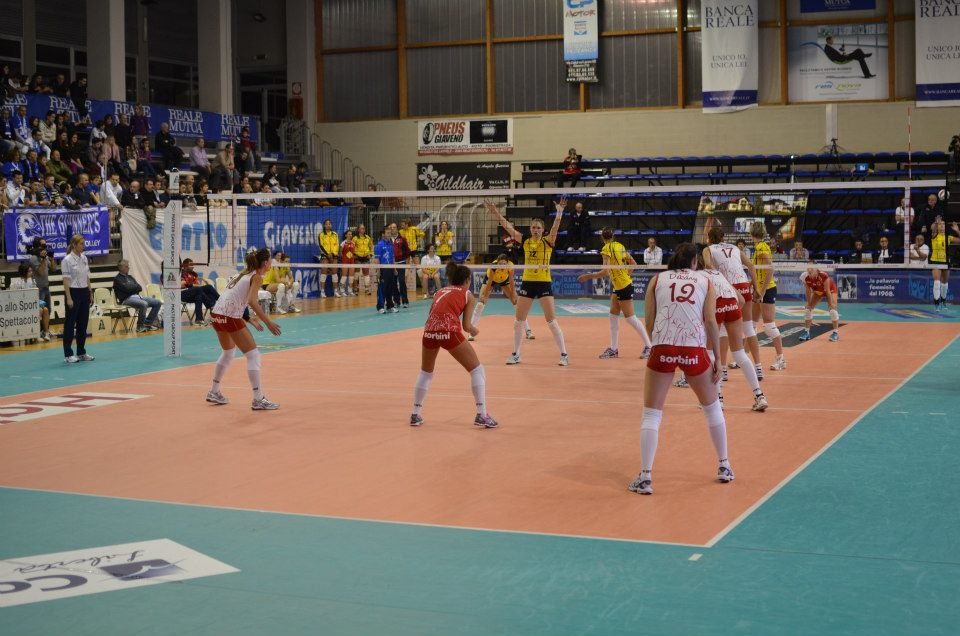
Zawodniczki Scavolini Pesaro w sezonie 2012/2013

| Nr | Imię i nazwisko      | Data ur. | Wzrost | Pozycja      |
| -- | -------------------- | -------- | ------ | ------------ |
| 1  | Kenny Moreno         | 1979     | 185    | atakująca    |
| 3  | Beatrice Valpiani    | 1986     | 174    | rozgrywająca |
| 5  | Lauren Gibbemeyer    | 1988     | 187    | środkowa     |
| 7  | Monica De Gennaro    | 1989     | 174    | libero       |
| 8  | Monica Lestini       | 1994     | 183    | przyjmująca  |
| 9  | Elisa Manzano        | 1985     | 187    | środkowa     |
| 10 | Cristina Chirichella | 1994     | 195    | środkowa     |
| 12 | Bernadett Dékány     | 1992     | 187    | atakująca    |
| 13 | Noemi Signorile      | 1990     | 183    | rozgrywająca |
| 16 | Valentina Tirozzi    | 1986     | 181    | przyjmująca  |
| 17 | Daiana Mureșan       | 1990     | 191    | atakująca    |

### Sezon 2011/2012

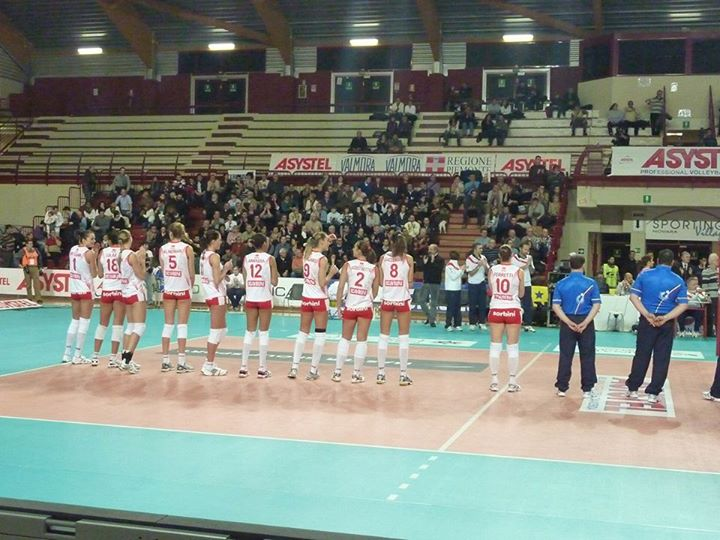
Zawodniczki Scavolini Pesaro w sezonie 2011/2012

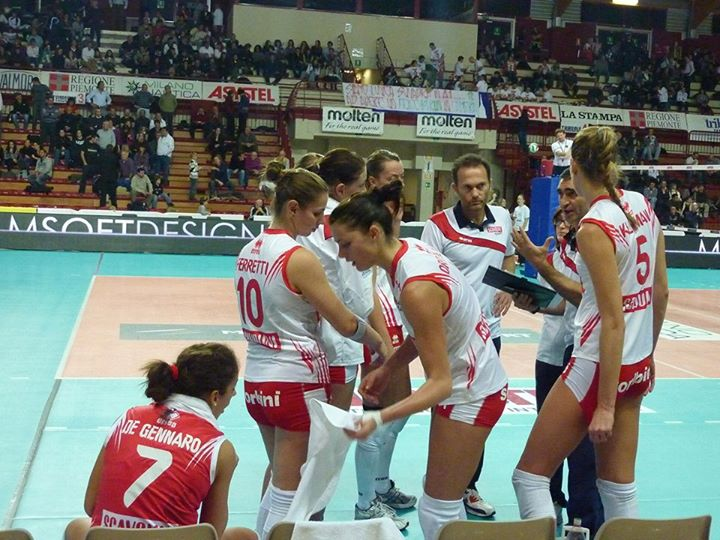
Zawodniczki Scavolini Pesaro w sezonie 2011/2012

| Nr | Imię i nazwisko         | Data ur. | Wzrost | Pozycja      |
| -- | ----------------------- | -------- | ------ | ------------ |
| 1  | Serena Ortolani         | 1987     | 187    | atakująca    |
| 2  | Giulia Agostinetto      | 1987     | 179    | rozgrywająca |
| 4  | Maren Brinker           | 1986     | 184    | przyjmująca  |
| 5  | Alexandra Klineman      | 1989     | 194    | przyjmująca  |
| 7  | Monica De Gennaro       | 1989     | 174    | libero       |
| 8  | Laura Saccomani         | 1991     | 188    | przyjmująca  |
| 9  | Elisa Manzano           | 1985     | 187    | środkowa     |
| 10 | Francesca Ferretti      | 1984     | 180    | rozgrywająca |
| 11 | Berenika Okuniewska     | 1988     | 189    | środkowa     |
| 12 | Paola Ampudia           | 1988     | 186    | przyjmująca  |
| 18 | Lulama Musti De Gennaro | 1983     | 185    | środkowa     |

### Sezon 2010/2011
| Nr | Imię i nazwisko    | Data ur. | Wzrost | Pozycja      |
| -- | ------------------ | -------- | ------ | ------------ |
| 1  | Senna Ušić         | 1986     | 192    | przyjmująca  |
| 3  | Rossella Olivotto  | 1991     | 184    | środkowa     |
| 7  | Monica De Gennaro  | 1989     | 174    | libero       |
| 8  | Laura Saccomani    | 1991     | 188    | przyjmująca  |
| 9  | Elisa Manzano      | 1985     | 187    | środkowa     |
| 10 | Francesca Ferretti | 1984     | 180    | rozgrywająca |
| 12 | Manon Flier        | 1984     | 192    | atakująca    |
| 13 | Marija Ušić        | 1992     | 184    | przyjmująca  |
| 14 | Martina Guiggi     | 1984     | 188    | środkowa     |
| 16 | Giulia Pascucci    | 1993     | 188    | przyjmująca  |
| 17 | Natəvan Qasımova   | 1985     | 176    | rozgrywająca |
| 18 | Destinee Hooker    | 1987     | 194    | atakująca    |

### Sezon 2009/2010
| Nr | Imię i nazwisko             | Data ur. | Wzrost | Pozycja      |
| -- | --------------------------- | -------- | ------ | ------------ |
| 1  | Senna Ušić                  | 1986     | 192    | przyjmująca  |
| 3  | Ilaria Garzaro              | 1986     | 189    | środkowa     |
| 5  | Francesca Mari              | 1983     | 182    | rozgrywająca |
| 6  | Elke Wijnhoven-Schuil       | 1981     | 170    | libero       |
| 7  | Katarzyna Skowrońska-Dolata | 1983     | 189    | atakująca    |
| 8  | Laura Saccomani             | 1991     | 188    | przyjmująca  |
| 9  | Dragana Marinković          | 1982     | 197    | środkowa     |
| 10 | Francesca Ferretti          | 1984     | 180    | rozgrywająca |
| 11 | Martina Boscoscuro          | 1988     | 165    | libero       |
| 12 | Carolina Costagrande        | 1980     | 188    | przyjmująca  |
| 13 | Marija Ušić                 | 1992     | 184    | przyjmująca  |
| 14 | Martina Guiggi              | 1984     | 188    | środkowa     |

### Sezon 2008/2009
| Nr | Imię i nazwisko             | Data ur. | Wzrost | Pozycja      |
| -- | --------------------------- | -------- | ------ | ------------ |
| 1  | Lucia Lunghi                | 1987     | 172    | libero       |
| 3  | Ilaria Garzaro              | 1986     | 189    | środkowa     |
| 6  | Elke Wijnhoven-Schuil       | 1981     | 170    | libero       |
| 7  | Katarzyna Skowrońska-Dolata | 1983     | 189    | atakująca    |
| 8  | Natalia Guadalupe Brussa    | 1985     | 188    | przyjmująca  |
| 9  | Carla Castiglione           | 1989     | 190    | przyjmująca  |
| 10 | Francesca Ferretti          | 1984     | 180    | rozgrywająca |
| 11 | Christiane Fürst            | 1985     | 192    | środkowa     |
| 12 | Carolina Costagrande        | 1980     | 188    | przyjmująca  |
| 13 | Manuela Di Crescenzo        | 1988     | 182    | rozgrywająca |
| 14 | Martina Guiggi              | 1984     | 188    | środkowa     |
| 15 | Julieta Constanza Lazcano   | 1989     | 190    | środkowa     |
| 18 | Jaqueline Carvalho          | 1983     | 186    | przyjmująca  |

### Sezon 2007/2008
| Nr | Imię i nazwisko           | Data ur. | Wzrost | Pozycja      |
| -- | ------------------------- | -------- | ------ | ------------ |
| 1  | Lucia Lunghi              | 1987     | 172    | libero       |
| 3  | Ilaria Garzaro            | 1986     | 189    | środkowa     |
| 6  | Elke Wijnhoven            | 1981     | 170    | libero       |
| 7  | Marianne Steinbrecher     | 1983     | 189    | przyjmująca  |
| 8  | Natalia Guadalupe Brussa  | 1985     | 188    | przyjmująca  |
| 9  | Carla Castiglione         | 1989     | 190    | przyjmująca  |
| 10 | Francesca Ferretti        | 1984     | 180    | rozgrywająca |
| 11 | Christiane Fürst          | 1985     | 192    | środkowa     |
| 12 | Carolina Costagrande      | 1980     | 188    | przyjmująca  |
| 13 | Sheilla Castro            | 1983     | 187    | atakująca    |
| 14 | Martina Guiggi            | 1984     | 188    | środkowa     |
| 15 | Julieta Constanza Lazcano | 1989     | 190    | środkowa     |
| 18 | Elisa Muri                | 1984     | 178    | rozgrywająca |

### Sezon 2006/2007
| Nr | Imię i nazwisko       | Data ur. | Wzrost | Pozycja      |
| -- | --------------------- | -------- | ------ | ------------ |
| 1  | Lucia Lunghi          | 1987     | 172    | libero       |
| 4  | Lindsey Berg          | 1980     | 173    | rozgrywająca |
| 5  | Kinga Maculewicz      | 1978     | 188    | środkowa     |
| 7  | Marianne Steinbrecher | 1983     | 189    | przyjmująca  |
| 8  | Chiara Dall'Ora       | 1983     | 187    | środkowa     |
| 9  | Chiara Di Iulio       | 1985     | 184    | przyjmująca  |
| 10 | Cristina Mengarda     | 1972     | 184    | przyjmująca  |
| 12 | Carolina Costagrande  | 1980     | 188    | przyjmująca  |
| 13 | Sheilla Castro        | 1983     | 187    | atakująca    |
| 14 | Martina Guiggi        | 1984     | 188    | środkowa     |
| 17 | Ramona Puerari        | 1983     | 170    | libero       |
| 18 | Elisa Muri            | 1984     | 178    | rozgrywająca |

### Sezon 2005/2006
| Nr | Imię i nazwisko      | Data ur. | Wzrost | Pozycja      |
| -- | -------------------- | -------- | ------ | ------------ |
| 4  | Lindsey Berg         | 1980     | 173    | rozgrywająca |
| 5  | Kinga Maculewicz     | 1978     | 188    | środkowa     |
| 7  | Jewhenija Duszkewycz | 1979     | 187    | środkowa     |
| 8  | Simona Rinieri       | 1977     | 188    | przyjmująca  |
| 9  | Giulia Rondon        | 1987     | 189    | rozgrywająca |
| 10 | Cristina Mengarda    | 1972     | 184    | przyjmująca  |
| 12 | Carolina Costagrande | 1980     | 188    | przyjmująca  |
| 13 | Sheilla Castro       | 1983     | 187    | atakująca    |
| 14 | Martina Guiggi       | 1984     | 188    | środkowa     |
| 15 | Antonella Del Core   | 1980     | 180    | przyjmująca  |
| 17 | Ramona Puerari       | 1983     | 170    | libero       |

### Polki w klubie
| Lata gry  | Imię i nazwisko             |
| --------- | --------------------------- |
| 2008-2010 | Katarzyna Skowrońska-Dolata |
| 2011-2012 | Berenika Tomsia             |